# Alibates Flint Quarries National Monument
Het Alibates Flint Quarries National Monument is een National Monument in de Amerikaanse staat Texas. Duizenden jaren lang kwamen mensen uit Noord-Amerika naar de rode kliffen boven de Canadian River voor vuursteen. Deze stenen waren van vitaal belang voor hun bestaan. De vraag naar vuurstenen van hoge kwaliteit blijkt uit het wijdverspreide voorkomen van de veelgekleurde Alibates-vuursteen doorheen de Great Plains en verder. Tegenwoordig worden de prehistorische vuursteengroeves beschermd door de National Park Service. Er zijn ook nog enkele ruïnes van woningen gebouwd in de periode 1200-1450 door de 'Panhandlecultuur', een indianenvolk uit de Amerikaanse prehistorie.
Het is het enige National Monument in Texas en maakt integraal deel uit van het Lake Meredith National Recreation Area. Het monument kan enkel bezocht worden via vooraf geregelde bezoeken onder leiding van een ranger, en niet in elk seizoen.
Aanvankelijk werd het Monument opgericht als het nationaal monument Alibates Flint Quarries and Texas Panhandle Pueblo Culture op 21 augustus 1965. Maar op 10 november 1978 werd de naam afgekort tot de huidige naam.